# ارين بي. إنجلش
ارين بي. إنجلش (بالإنجليزية: Warren B. English)‏ هو سياسي أمريكي، ولد في 1 مايو 1840، وتوفي في 9 يناير 1913 في سانتا روسا في الولايات المتحدة. حزبياً، نشط في الحزب الديمقراطي. وقد انتخب عضو مجلس ولاية كاليفورنيا وانتخب عضو مجلس النواب الأمريكي.